# Trident ICBM
Trident ICBM é um míssil balístico intercontinental lançado a partir de submarinos.